# Niccolò Coscia
Nicolò Paolo Andrea Coscia (Pietradefusi, 25 gennaio 1682 – Napoli, 8 febbraio 1755) è stato un cardinale e arcivescovo cattolico italiano.

## Biografia
Figlio di Vincenzo e Girolama Gemma o de Gemmis, fu battezzato con i nomi di Nicola, Paolo e Andrea. Fu posto in dubbio che il padre Vincenzo avesse origini nobili , ma è assai probabile che appartenesse ad un ramo decaduto della nobile famiglia napoletana dei Coscia o Cossa, visto che poté sposare Girolama, che era figlia del nobile Pellegrino de Gemmis, dottore in legge e piccolo feudatario di San Nicola de Calciidis in Abruzzo.
Da giovinetto venne posto sotto la protezione dell'arcivescovo di Benevento, il cardinale Vincenzo Maria Orsini e avviato alla vita ecclesiastica. Ben presto entrò nei favori e nella fiducia del Cardinale progredendo in una rapida carriera, favorita anche dall'elevazione al soglio pontificio dell'Orsini con il nome di Benedetto XIII. Fu mansionario della metropolitana di Benevento dal 25 agosto 1701 al 20 ottobre 1703. Ordinato sacerdote il 28 marzo 1705 fu canonico della basilica di San Bartolomeo e arciprete della chiesa metropolitana di Benevento. Dal 1708 sino al 1716 ricoprì gli incarichi di cancelliere della Curia arcivescovile, maestro di Camera, sovrintendente alle Fabbriche e segretario dell'Orsini. Nel 1715 divenne dottore in utroque iure alla Sapienza di Roma.
Allorché nel 1724 il cardinale Orsini venne eletto papa con il nome di Benedetto XIII, lo seguì a Roma. Da lì a poco fu nominato arcivescovo di Traianopoli di Rodope. Venne creato cardinale prete del titolo di Santa Maria in Domnica nel concistoro dell'11 giugno 1725, nonostante l'opposizione di gran parte del collegio cardinalizio. Divenne membro di varie Congregazioni e fu nominato dal pontefice arcivescovo coadiutore di Benevento con diritto di successione all'arcivescovato. Fu protettore dei cavalieri gerolosomitani di Malta e dell'Ordine dei frati minori conventuali.
Egli sfruttò abilmente il potere acquisito all'ombra dell'Orsini, di cui godeva l'affetto e una cieca fiducia, per accumulare enormi ricchezze, che in gran parte andarono a beneficio della sua famiglia, che acquisì ben sette feudi nel regno di Napoli. Grazie a lui il fratello Baldassarre ebbe da Carlo VI il titolo di duca di Paduli, mentre il fratello Filippo venne nominato vescovo titolare di Targa e vicario dell'arcidiocesi di Benevento.
Nel 1730, alla morte di papa Benedetto XIII, fuggì da Roma rifugiandosi a Cisterna nel Palazzo dei Caetani. La potente famiglia patrizia gli consentì di partecipare al conclave (5 marzo al 12 luglio 1730), dove fu eletto papa Clemente XII. Quest'ultimo avviò ben presto un processo segreto condotto dalla Congregazione “De nonnullis” nei confronti del Coscia e di altri beneventani che, insieme a lui, avevano spadroneggiato nella Curia romana. Egli fu accusato di aver venduto cariche e benefici e di aver contribuito a depauperare le casse dell'erario. Al Coscia si imputarono anche errori politici in danno ai diritti della Chiesa avendo, tra l'altro, favorito i Savoia.
Sotto intimazione della Congregazione, l'8 gennaio 1731 rinunciò all'arcivescovato beneventano (per tale decisione, i consoli e il capitolo metropolitano di Benevento ringraziarono il pontefice). Di lì a poco il Coscia, contravvenendo agli ordini del papa, si rifugiò a Napoli, dove poté godere della protezione del viceré. Tornato a Roma, venne messo agli arresti domiciliari. Con sentenza pronunciata il 9 maggio 1733 fu riconosciuto colpevole di vari episodi di concussione, estorsione, falsificazione di rescritti e violazione della fiducia papale e condannato a dieci anni di reclusione, alla scomunica, alla restituzione delle somme indebitamente prelevate e altro ancora.

Recluso in Castel Sant'Angelo, vi uscì solo per brevi periodi di cura. Il 23 febbraio 1734 il pontefice lo liberò dalla scomunica e gli restituì il titolo cardinalizio, reintegrandolo pienamente nella Chiesa. Niccolò Coscia fu l'ultimo cardinale ad essere scomunicato.
Alla morte di papa Clemente XII partecipò al conclave in cui fu eletto papa Benedetto XIV. Quest'ultimo nel 1741 lo liberò dalla prigionia, consentendogli di trasferirsi a Napoli. Nel 1742 il papa gli condonò la restante pena, previa sua rinuncia a qualsiasi pretesa.
Ritiratosi a vita privata trascorse gli ultimi anni della sua vita a Napoli, ove morì l'8 febbraio 1755. Fu sepolto nella chiesa del Gesù Nuovo.

## Genealogia episcopale
La genealogia episcopale è:
- Cardinale Scipione Rebiba
- Cardinale Giulio Antonio Santori
- Cardinale Girolamo Bernerio, O.P.
- Arcivescovo Galeazzo Sanvitale
- Cardinale Ludovico Ludovisi
- Cardinale Luigi Caetani
- Cardinale Ulderico Carpegna
- Cardinale Paluzzo Paluzzi Altieri degli Albertoni
- Papa Benedetto XIII
- Cardinale Nicolò Paolo Andrea Coscia